# John Bockris
Bernhardt Patrick John O’Mara Bockris (* 5. Januar 1923 in Johannesburg, Südafrika; † 7. Juli 2013 in Gainesville, Florida) war ein Professor der Chemie, der sich vor allem mit der Physikalischen Chemie und insbesondere der Elektrochemie befasst hat. Er hat über 700 wissenschaftliche Veröffentlichungen mitverfasst, darunter über 20 Bücher. Vor allem für seine Lehrbücher zur modernen Elektrochemie und als früher Fürsprecher einer Wasserstoffwirtschaft ist er bekannt. In späteren Jahren unterstützte er Arbeiten zur Kalten Fusion, wofür er heftig kritisiert wurde.

## Leben
Bockris war ab 1943 am Imperial College London beschäftigt, wo er 1945 bei Harold J. T. Ellingham (1897–1975) promovierte und dann als Dozent und Gruppenleiter arbeitete. Er gehört zu den Mitbegründern der CITCE, der Vorläuferin der International Society of Electrochemistry (ISE).
Bockris war von 1953 bis 1972 Professor der Chemie an der University of Pennsylvania, danach an der Flinders University in Adelaide und von 1978 bis zu seinem Ruhestand 1997 Professor der Chemie an der Texas A&M University.

## Wichtige Werke
- Modern Electrochemistry (zwei Bände, mit Amulya K.N. Reddy, Erstausgabe 1970/1973, zweite Ausgabe 1998/2001)
- Comprehensive Treatise of Electrochemistry (10 Bände, 1980–1985)
- Surface Electrochemistry: A Molecular Level Approach (1993)

## Auszeichnungen
- 1972 Bruno Breyer Medal des Royal Australian Chemical Institute[3][4]
- 1981 Faraday-Medaille (The Faraday Medal) der Electrochemistry Group der Royal Society of Chemistry[5]
- 1998 Jules-Verne-Preis (Jules Verne Award) der International Association for Hydrogen Energy (IAHE) („for Superior Service“)[6]
- 1997 Ig-Nobelpreis[7], u. a. für seine Forschung zur Kalten Fusion
- 2012 The Preparata Medal der International Society for Condensed Matter Nuclear Science (ISCMNS)[8] – eine Gesellschaft, deren Forschung vielen etablierten Wissenschaftlern unseriös erscheint